# Heliophobus calcatrippae
Heliophobus calcatrippae là một loài bướm đêm trong họ Noctuidae.